# Hydrocotyle callicarpa
Hydrocotyle callicarpa är en växtart i släktet Hydrocotyle och familjen araliaväxter.
Arten förekommer i södra Australien. Den beskrevs av Alexander von Bunge 1845.